# EF-369
A EF-369 é o projeto de uma ferrovia diagonal brasileira, em bitola métrica, com aproximadamente 683 km, com ligação entre Ourinhos (SP) e Porto Mendes (PR), às margens do rio Paraná.
A Lei Nº 5.917 de 10 de setembro de 1973, do Plano Nacional de Viação, estabelece que esta ferrovia ligará os estados de São Paulo e Paraná, passando pelas localidades de Ourinhos - Apucarana - Guaíra - Porto Mendes.
O texto original foi retificado através de publicação no Diário Oficial - Seção I - Parte I - Suplemento ao nº 175 de 12 de setembro de 1973, explicitando que a extensão correta seria 683 km, ao invés de 183 km descritos na publicação original da lei.

Recorte do mapa de 1938 da Inspetoria Federal das Estradas mostrando o tronco TP-8 do Plano Nacional de Viação.

O trecho entre Ourinhos e Apucarana corresponde à antiga Companhia Ferroviária São Paulo-Paraná, construído entre 1923 e 1942. A SPP foi incorporada à Rede de Viação Paraná-Santa Catarina que continuou a construção do trecho alcançando Maringá em 1954 e finalmente Cianorte, já pela Rede Ferroviária Federal S/A em 1972. Este trecho hoje é conhecido como Ourinhos-Cianorte.
Já o trecho entre Guaíra e Porto Mendes retomaria a antiga Estrada de Ferro Guaíra a Porto Mendes, construída originalmente em bitola estreita (600 mm) e erradicada em 1958, sendo que grande parte do leito ferroviário original está sob as águas do lago da Usina de Itaipu.
Este projeto de estrada de ferro retoma o antigo tronco TP-8 dos planos de viação do período Getúlio Vargas, o qual pretendia através de Guaíra alcançar uma ligação ferroviária com o Paraguai, formando uma ferrovia Assunção-Santos.
O trecho Maringá-Cianorte foi desativado em 1994 pela RFFSA, e assim foi mantido pelas concessionárias, apesar de uma reforma em 2014. Em 2012 o projeto para reativação do trecho e extensão até Guaíra foi vetado pela presidente Dilma Rousseff.